# Royal Automobile Club
Pour les articles homonymes, voir Automobile Club.
Vous pouvez aider à l'améliorer ou bien discuter des problèmes sur sa page de discussion.
- Il ne cite pas suffisamment ses sources. Vous pouvez indiquer les passages à sourcer avec {{référence nécessaire}} ou {{Référence souhaitée}}, et inclure les références utiles en les liant aux notes de bas de page. (Marqué depuis janvier 2022)
- La traduction est incomplète. (Marqué depuis janvier 2022)

- Archive Wikiwix
- Bing
- Cairn
- DuckDuckGo
- E. Universalis
- Gallica
- Google
- G. Books
- G. News
- G. Scholar
- Persée
- Qwant
- (zh) Baidu
- (ru) Yandex
- (wd) trouver des œuvres sur Wikidata

Le Royal Automobile Club est un gentlemen's club automobile fondé le 10 août 1897 sur le Pall Mall à Londres.

## Historique
Le Royal Automobile Club a été créé par Frederick Richard Simms en 1897.
En 1983, le Royal Automobile Club crée  sa plate forme d'assistance pour l'assistance sur le continent, RAC France.

## Événements organisés par le Royal Automobile Club
- RAC Tourist Trophy : course du championnat du monde des voitures de sport
- Course de voitures anciennes Londres-Brighton